# Летчер (округ)
Ле́тчер (англ. Letcher County) — округ в штате Кентукки, США. Официально образован в 1842 году. По состоянию на 2010 год, численность населения составляла 24 519 человек.

## География
По данным Бюро переписи США, общая площадь округа равняется 878,011 км2, из которых 875,421 км2 суша и 2,849 км2 или 0,300 % это водоёмы.

### Соседние округа
- Нотт  (северо-запад)
- Пайк  (северо-восток)
- Уайз, штат Виргиния  (юго-восток)
- Харлан  (юг)
- Перри  (юго-запад)

## Население
По данным переписи населения 2000 года в округе проживает 25 277 жителей в составе 10 085 домашних хозяйст и 7 462 семей. Плотность населения составляет 29,00 человек на км2. На территории округа насчитывается 11 405 жилых строений, при плотности застройки около 13,00-ти строений на км2. Расовый состав населения: белые — 98,71 %, афроамериканцы — 0,51 %, коренные американцы (индейцы) — 0,10 %, азиаты — 0,28 %, гавайцы — 0,02 %, представители других рас — 0,03 %, представители двух или более рас — 0,35 %. Испаноязычные составляли 0,44 % населения независимо от расы.
В составе 32,30 % из общего числа домашних хозяйст проживают дети в возрасте до 18 лет, 58,40 % домашних хозяйст представляют собой супружеские пары проживающие вместе, 11,50 % домашних хозяйст представляют собой одиноких женщин без супруга, 26,00 % домашних хозяйст не имеют отношения к семьям, 24,10 % домашних хозяйст состоят из одного человека, 10,10 % домашних хозяйст состоят из престарелых (65 лет и старше), проживающих в одиночестве. Средний размер домашнего хозяйства составляет 2,48 человека, и средний размер семьи 2,94 человека.
Возрастной состав округа: 23,70 % моложе 18 лет, 9,20 % от 18 до 24, 28,70 % от 25 до 44, 25,80 % от 45 до 64 и 25,80 % от 65 и старше. Средний возраст жителя округа 38 лет. На каждые 100 женщин приходится 95,80 мужчин. На каждые 100 женщин старше 18 лет приходится 92,10 мужчин.
Средний доход на домохозяйство в округе составлял 21 110 USD, на семью — 24 869 USD. Среднестатистический заработок мужчины был 30 488 USD против 17 902 USD для женщины. Доход на душу населения составлял 11 984 USD. Около 23,70 % семей и 27,10 % общего населения находились ниже черты бедности, в том числе — 35,90 % молодёжи (тех, кому ещё не исполнилось 18 лет) и 21,20 % тех, кому было уже больше 65 лет.